# 괴팅겐 18인
괴팅겐 18인(독일어: Göttinger Achtzehn 괴팅거 아흐첸[*])은 1957년에 독일의 괴팅겐에서 《괴팅겐 선언》을 발표한 18명의 원자력 연구원을 말한다. 그들은 당시 독일의 핵무장에 반대하고, 핵 개발에 관한 연구에 전혀 참여하지 않겠다는 입장을 표명하였다.

## 진행 과정
냉전 시대에 핵무기 개발에 힘을 쏟았던 미국은 원자폭탄보다 더 큰 파괴력을 지닌 수소폭탄의 실험에 성공했다. 하지만 1954년 미국의 수소폭탄 실험으로 인해 일본의 참치잡이 어선 승무원이 사망한 제5 후쿠류마루 사건을 계기로 다음 해인 1955년에는 처음으로 원자 및 수소폭탄 금지를 위한 국제 대회가 개최되고 러셀-아인슈타인 선언이 발표되는 등 세계적인 반핵 운동이 일어났다. 또한 이 해는 서독이 국가주권을 회복하여 북대서양 조약 기구(NATO)에 가맹한 해이기도 했다. 이런 가운데 1957년 4월 12일에 괴팅겐에 있었던 18명의 핵 연구학자들이 당시 수상이었던 콘라트 아데나우어와 국방부 장관 프란츠 요제프 슈트라우스에게 핵무장에 반대하여 이와 관련된 일체의 연구에 참여하지 않겠다는 성명을 발표했다. 이것이 괴팅겐 선언(Göttinger Erklärung)이라고 불리는 선언이다. 괴팅겐 18인이라고 하는 표현은 19세기 초반 하노버 왕 에른스트 아우구스트 1세가 당시의 자유주의적 헌법을 폐지한 것에 대해 항의한 일곱 명의 교수를 괴팅겐 7인이라고 하는 것을 비유한 것이기도 하다.

## 선언에 서명한 18인
| - 발터 게를라흐(Walther Gerlach) - 막스 폰 라우에 - 볼프강 리츨러(Wolfgang Riezler) - 하인츠 마이어라이프니츠(Heinz Maier-Leibnitz) - 요제프 마타우흐(Josef Mattauch) - 카를 프리드리히 폰 바이츠제커 | - 빌헬름 발허(Wilhelm Walcher) - 막스 보른 - 프리츠 보프(Fritz Bopp) - 카를 비르츠(Karl Wirtz) - 프리츠 슈트라스만 - 한스 코퍼만(Hans Kopfermann) | - 프리드리히 아돌프 파네트(Friedrich Adolf Paneth) - 볼프강 파울 - 루돌프 플라이슈만(Rudolf Fleischmann) - 베르너 하이젠베르크 - 오토 학셀(Otto Haxel) - 오토 한 |

## 같이 보기
- 퍼그워시 회의
- 괴팅겐 선언